# Alley Mills

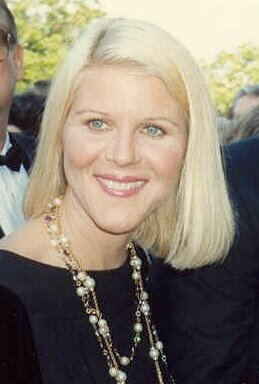
Alley Mills (1989)

Alley Mills (* 9. Mai 1951 in Chicago, Illinois) ist eine US-amerikanische Schauspielerin, hauptsächlich bekannt aus zahlreichen Fernsehserien. Ihr erster Auftritt im Fernsehen war 1979 in The Associates, einer Sitcom-Serie, die nach neun Folgen eingestellt wurde.

## Leben
Alley Mills ist die Tochter des Fernseh-Managers Ted Mills und der Autorin und Redakteurin des American Heritage Magazine, Joan (Paterson) Mills Kerr. Sie hat eine Schwester, Hilary Mills Loomis, und einen Bruder, Tony Mills. Nach frühen Rollen in der Kinderzeit in der Fernsehserie Mr. Novak, spielte Mills in Tagebuch eines Ehebruchs, Barfuß im Park und auch Die Waltons. Eine erste längere Rolle erhielt sie in der Sitcom The Associates, in der sie eine Anwältin spielte und dort dem damals noch unbekannten Martin Short gegenüberstand. Es folgten Serien wie Making the Grade, Polizeirevier Hill Street und Dr. Quinn – Ärztin aus Leidenschaft, wo Mills fünf Jahre die Rolle der Marjorie Quinn, der Schwester von Dr. Michaela Quinns spielte. In Wunderbare Jahre hatte sie die langjährige Rolle der Norma Arnold, die sie 105 Folgen lang verkörperte. Mills spielte von 2006 bis 2018 in Reich und Schön die Rolle der Pamela Douglas, der entfremdeten Schwester von Stephanie Douglas Forrester.

## Privates
Mills lebt in Los Angeles. Ihr Ehemann Orson Bean, mit dem sie seit 1993 verheiratet war, starb im Februar 2020 bei einem Verkehrsunfall.

## Filmografie (Auswahl)
- 1965: Mr. Novak (1 Folge)
- 1970: Tagebuch eines Ehebruchs
- 1970: Barfuß im Park (1 Folge)
- 1978 Die Waltons (1 Folge)
- 1979: Kaz (1 Folge)
- 1979–1980 The Associates (13 Folgen)
- 1980: Verhängnisvolle Leidenschaft (Rape and Marriage: The Rideout Case), Fernsehfilm
- 1981: A Matter of Life and Death (Fernsehfilm)
- 1981: Lou Grant (1 Folge)
- 1982: Polizeirevier Hill Street (Hill Street Blues, 4 Folgen)
- 1982: Making the Grade (6 Folgen)
- 1983: Auf die Bäume, ihr Affen (Going Berserk)
- 1983: Sein Freund, der Roboter (Prototype), Fernsehfilm
- 1985: The Atlanta Child Murders (Zweiteiler)
- 1986: Maggie
- 1986: Das Model und der Schnüffler (1 Folge)
- 1987: Mr. President (1 Folge)
- 1987: I Married Dora (2 Folgen)
- 1987: Punky Brewster (2 Folgen)
- 1988: To Heal a Nation
- 1988–1993: Wunderbare Jahre
- 1989: I Love You Perfect
- 1990: Junge Schicksale (1 Folge)
- 1992: Jonathan – Leben gegen jede Chance
- 1993: Böses Blut
- 1993–1998: Dr. Quinn – Ärztin aus Leidenschaft (Dr. Quinn, Medicine Woman)
- 1994: CBS Schoolbreak Special (1 Folge)
- 1994: Robins Club (1 Folge)
- 1994: Ich bin unschuldig
- 1995: Hilfe, meine Familie spinnt
- 1995: Das tödliche Dreieck
- 1998: Ein Hauch von Himmel
- 1999: Profiler (1 Folge)
- 1999–2000: Popular
- 2000: New York Cops – NYPD Blue (NYPD Blue)
- 2000: The Beach Boys: An American Family (2 Folgen)
- 2001–2004: Yes, Dear
- 2002: Jane White Is Sick & Twisted
- 2002: Never Get Outta the Boat
- 2002: Girlfriends
- 2002–2003: Sabrina – Total Verhext! (Sabrina, the Teenage Witch)
- 2003: Strong Medicine: Zwei Ärztinnen wie Feuer und Eis (Strong Medicine)
- 2004: Tricks
- 2006–2018: Reich und Schön (The Bold and the Beautiful)
- 2009: Eine tierische Bescherung (A Golden Christmas)
- 2011: Satin
- 2011: Und wieder eine tierische Bescherung
- 2015: Dr. Quinn, Morphine Woman with Jane Seymour
- 2015: Reluctant Nanny
- 2016: Appetite for Love
- 2016: Wake Up America!
- 2017: Maybe Someday